# 선화공주 (창극)
선화공주(善花公主)는 1948년 국극사의 2회째 창극 작품이다. 유리촌 작, 안영일 연출, 조상선(趙相善) 편곡·안무.
서울 공연 때는 도창(導唱)에 강장원, 진평왕(眞平王)에 백인(白仁), 왕비에 성추월(成秋月), 맛동방에 박귀희, 선화공주에 신숙(愼淑), 상대등에 오태석, 석품(石品)에 정남희(丁南希), 길치에 성순종(成順鍾), 전옥(典獄)에 장기호(張基浩)였다. 지방공연시에 일부 배역이 바뀌어 맛동방에 장석원(張碩原), 선화공주에 조순애(曺順愛), 쇠돌이역에 성순종(成順鍾), 전옥에 김재선(金在先)이었다.
신라의 야화로 일대 호평을 산 창극이다. 신라의 민요인 서동요를 토대로 하여 극화한 것이다.
신라 26대 진평왕 때에 백제의 서동이 선화공주의 아름다움을 탐내어 노래를 지어 장안의 모든 어린이로 하여금 부르게 하여 드디어 공주를 아내로 맞이할 수 있었다는 내용이다. 서동요의 본문은 '선화공주(善花公主)님은 남그으지 얼어두고 맛동방을 밤에 몰래 안고 간다'이다. 이것을 현대역하면, '선화공주님은 남몰래 취가(聚嫁)하여 두고 서동서방(薯童書房)을 밤에 몰래 안고 간다'이다. 창극화된 노래에서는 '선화공주님은 남그지시 정을 두고 맛동방을 밤마다 남몰으게 안고 간다'로 되어 있다.